# Ytterboda en Överboda
Ytterboda en Överboda (Zweeds: Ytterboda och Överboda) is een småort in de gemeente Leksand in het landschap Dalarna en de provincie Dalarnas län in Zweden. Het småort heeft 141 inwoners (2005) en een oppervlakte van 64 hectare. Eigenlijk bestaat het småort uit twee plaatsen: Ytterboda en Överboda.

## Verkeer en vervoer
Bij de plaats loopt de Riksväg 70.
Door de plaats loopt een spoorlijn.